# Wendové

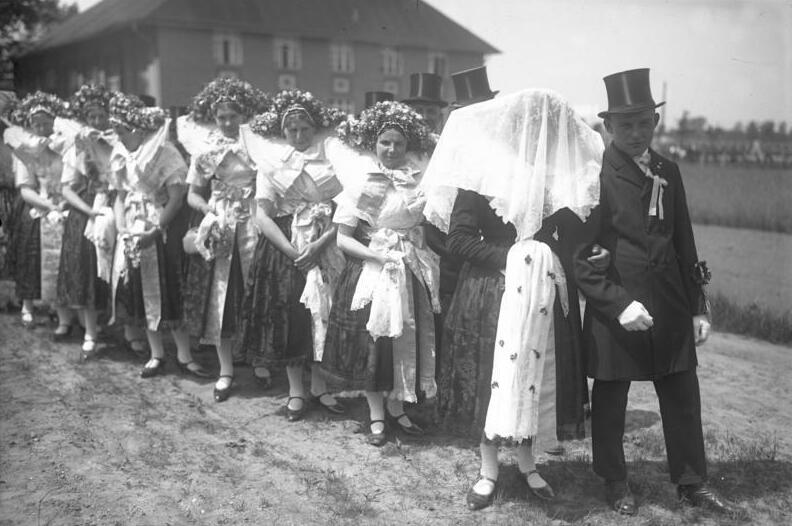
Svatba Wendů, tedy Lužických Srbů, 1931

Wendové je historické označení pro Slovany, především žijící v sousedství Němců. Nebyla tak nazývána určitá stejnorodá populace, ale jeho použití se odlišovalo jak místně tak časově. Označení se objevuje v několika variantách:
- latina: Vendi, Vindi, Vinethi, Venethi
- němčina: Wenden, Winden
- staroangličtina: Winedas
- staroseverština: Vindr
- dánština: vendere
- norština: vender

Toto pojmenování odkazuje na Venedy žijící ve starověku v povodí Visly, poprvé zmíněné Pliniem Starším v 1. století. Na Slovany se toto jméno přeneslo již v době nejstarších písemných zmínek o nich, ačkoliv oni sami ho pro sebe nikdy neužívali. Slovany popsal jako "Vendy" poprvé gótský historik Jordanes ve svém díle Getica z 6. století. Později se toto označení zúžilo na západní Slovany, od 10. století na polabské a korutanské Slovany přecházející volně až na územní dnešní Volyně.
Po okupaci polabských území ve 12. století získalo označení Wenden hanlivý charakter. Z tohoto důvodu bylo slovanskými obyvateli Německa odmítáno. Jako vendická města se také označovala hanzovní města na Baltu. Až do roku 1945 se v němčině užívalo pro Lužické Srby označení Wenden a pro korutanské Slovince Winden. Poté vymizelo z úředních i odborných textů, ale zachovalo se v toponymii, například v názvu regionu Wendland či lokality Windischgrätz. Dnes se opět začíná užívat.
Identifikace s Čechy
V opisu latinsky psané kroniky Chronicon Moissacense z 10. století o dějinách germánského kmene Franků je k roku 805 zmínka o výpravě franských vojsk do Čech a neúspěšném obléhání hradiště Canburg.
Zdejší pojmenování Čechů jako Cichu-Windones  je údajně nejstarším písemným záznamem tohoto názvu etnika vůbec.